# Steffen Benthin
Steffen Benthin (* 18. Mai 1970) ist ein deutscher Fußballspieler und Polizist.

## Sportliche Laufbahn
Dem sowohl im Angriff als auch im offensiven Mittelfeld einsetzbaren Benthin gelang der Übergang vom Jugend- in den Herrenbereich kurz vor Beginn der Wende in der DDR bei der SG Dynamo Schwerin, für die er bis zur deutschen Wiedervereinigung in der zweitklassigen DDR-Liga spielte. 1989/90 erreichte Schwerin das Finale des FDGB-Pokals, in welchem Benthin in der 66. Minute eingewechselt wurde, letztlich aber eine 2:1-Niederlage gegen den Erstligisten Dynamo Dresden hinnehmen musste. Dennoch qualifizierte sich die Mannschaft durch die Finalteilnahme für den Europapokal der Pokalsieger, da Dresden im gleichen Jahr auch die Meisterschaft der DDR gewann und somit am Landesmeisterpokal teilnahm. Im Pokalsiegerwettbewerb 1990/91 traf Schwerin daraufhin – im Zuge der mittlerweile erfolgten Wiedervereinigung in „Polizei SV Schwerin“ umbenannt – auf Austria Wien. Benthin absolvierte beide Erstrunden-Partien für den PSV, der jedoch mit einem Gesamtergebnis von 0:2 aus dem Wettbewerb ausschied. Der Ligabetrieb 1990/91, der auch als Qualifikation zum zukünftigen gesamtdeutschen Ligensystem galt, verlief für Schwerin ebenso erfolglos, so dass die Mannschaft am Saisonende den vorletzten Platz belegte, der lediglich die Eingliederung in die viertklassige Landesliga Mecklenburg-Vorpommern bedeutete.
1993 gelang dem nunmehr als „FSV Schwerin“ firmierenden Verein der Aufstieg in die drittklassige Oberliga Nordost, in welcher Benthin in den Spielzeiten 1993/94 und 1994/95 zum Führungsspieler avancierte und 1995 auch Torschützenkönig wurde, wobei die Oberliga zu diesem Zeitpunkt nur noch viertklassig war. Dennoch war der F.C. Hansa Rostock, der 1995/96 als Aufsteiger aus der 2. Bundesliga in der Bundesliga antrat, auf Benthin aufmerksam geworden und verpflichtete ihn ab Sommer 1995. Bis zur Winterpause konnte sich Benthin in Rostock jedoch nicht durchsetzen, absolvierte kein einziges Pflichtspiel für Hansa und wurde schließlich an den Zweitligisten Hannover 96 ausgeliehen. Auch bei diesem konnte sich Benthin zwar nicht als Stammspieler etablieren, im Anschluss an die Zweitliga-Rückrunde 1995/96, in der er mit Hannover abstieg, kehrte er aber immerhin mit zwei erzielten Toren in insgesamt 13 Einsätzen nach Rostock zurück.
Da sich Benthin 1996/97 in Rostock erneut nicht durchzusetzen vermochte, wechselte er im Frühjahr 1997 zurück zum FSV Schwerin, bei dem er in den folgenden dreieinhalb Jahren an seine vormaligen Leistungen anknüpfen konnte und in 79 Oberliga-Einsätzen 56 Tore erzielte. Dennoch stieg Schwerin, nach einer Fusion mittlerweile als „FC Eintracht Schwerin“ firmierend, 1999/2000 aus der viertklassigen Oberliga in die fünftklassige Verbandsliga ab. Es folgte der umgehende Wiederaufstieg, in dessen Folge Benthin in den Oberliga-Spielzeiten 2001/02 und 2002/03 noch 50 Partien (22 Tore) für Schwerin absolvierte, bevor er sich im Sommer 2003 als 33-Jähriger dem sechstklassigen Landesligisten VSG Weitenhagen anschloss. Im Frühjahr 2005 kehrte Benthin erneut zum FC Eintracht Schwerin zurück, der noch am Ende der Spielzeit 2002/03 in die fünftklassige Verbandsliga abgestiegen war. Dem kurzzeitigen Wechsel zum nun ebenfalls in der Verbandsliga spielenden VSG Weitenhagen von 2006 bis 2007 folgte schließlich der Wechsel zum Landesligisten Dynamo Schwerin, bei dem Benthin trotz seines Alters von mittlerweile 37 Jahren erneut zum Top-Torschützen avancierte. Mit 39 Jahren wechselte er noch einmal den Verein und schloss sich dem FC Insel Usedom an. 2013 verließ Benthin den FC Insel Usedom und schloss sich dem Kreisklasse-Team SV Empor Koserow an, das ebenfalls auf Usedom beheimatet ist, und fungierte dort als Spielertrainer. Mit der Abmeldung des SV Empor Koserow vom laufenden Spielbetrieb und der vereinbarten sportlichen Zusammenarbeit zwischen dem FC Insel Usedom und SV Empor Koserow in der Winterpause der Saison 2014/2015 wechselte Benthin zum FC Insel Usedom. Dort kommt Benthin seither sowohl in der ersten als auch der zweiten Mannschaft zum Einsatz.

## Sonstiges
2007 wurde Benthin, der neben seiner fußballerischen Laufbahn auch als Polizist tätig war, auch für seine Verdienste um den Polizei-Sport ausgezeichnet. Unter anderem hatte er in den vier vorhergehenden Jahren an den europäischen Polizei-Meisterschaften im Fußball teilgenommen und dabei vierfach den Titel erringen können.